# Agatea lecointei
Agatea lecointei är en violväxtart som beskrevs av Jérôme Munzinger. Agatea lecointei ingår i släktet Agatea och familjen violväxter. Inga underarter finns listade i Catalogue of Life.